# 第百六十三号哨戒特務艇
第百六十三号哨戒特務艇（だいひゃくろくじゅうさんごうしょうかいとくむてい）は、日本海軍の特務艇（哨戒特務艇）。第一号型哨戒特務艇の64番艇。太平洋戦争後、触雷し擱座した。

## 艇歴
マル戦計画の特務艇、第2121号艦型の163番艇、仮称艦名第2283号艦として計画。1944年11月5日、第百六十三号哨戒特務艇と命名されて第一号型哨戒特務艇の60番艇に定められ、本籍を佐世保鎮守府と仮定。1945年1月31日、船体概成により林兼重工業株式会社から佐世保海軍工廠へ引き渡し。2月10日竣工し、本籍を佐世保鎮守府に定められ、佐世保鎮守府佐世保防備隊に編入。軍隊区分護衛部隊に配置。18日、訓練のため第200号駆潜特務艇と佐世保を出港。20日から21日まで哨戒に従事。22日から訓練に戻り、24日第200号駆潜特務艇とともに佐世保に帰投。28日、哨戒のため佐世保を出撃。
3月1日、阿波川丸を黒母瀬-生月瀬戸間で直接護衛。2日、佐世保防備隊から除かれ、連合艦隊第二十二戦隊第四監視艇隊に編入。6日、佐世保に帰投。4月1日、第四監視艇隊は鹿児島への進出を開始し、4月10日以降は鹿児島で整備と訓練に従事。
5月18日、第五特攻戦隊作戦指揮下に編入。軍隊区分第二特攻部隊に配置。5月中は種子島への輸送に2回従事。
6月15日、第七艦隊作戦指揮下に編入。軍隊区分対馬海峡方面部隊北九州防備部隊に配置され、掃海と対潜掃蕩に従事。
7月1日、第四監視艇隊から削除され舞鶴鎮守府伏木港湾警備隊に編入。
終戦時残存。8月22日、七尾湾七尾波止場よりの方位312度300メートルの地点で触雷し擱座した。その後、近藤造船所で修理を行う。
1947年2月1日、行動不能艦艇（特）に定められる。5月3日、第百六十三号哨戒特務艇は海軍編制の廃止に伴い除籍された。11月22日、在東京アメリカ極東海軍司令部から、本艇の漁船への改造許可が出された。